# Repentless
Repentless (Impenitente) es el duodécimo  y último álbum de la banda estadounidense de thrash metal, Slayer. En este disco debuta Gary Holt en la guitarra, sustituyendo a Jeff Hanneman, tras su muerte. También regresa Paul Bostaph después de grabar el álbum God Hates Us All. Se publicó el 11 de septiembre de 2015 por el sello Nuclear Blast Records y debutó en el puesto 4 del Billboard 200.   Cuenta con la primera canción completamente instrumental de la banda, "Delusions Of Saviour", que sirve como intro a "Repentless".

## Lista de canciones
| N.º | Título                     | Música          | Duración |  |
| 1.  | «Delusions of Saviour»     | Kerry King      | 1:55     |  |
| 2.  | «Repentless»               | King            | 3:19     |  |
| 3.  | «Take Control»             |                 | 3:14     |  |
| 4.  | «Vices»                    |                 | 3:32     |  |
| 5.  | «Cast the First Stone»     |                 | 3:43     |  |
| 6.  | «When the Stillness Comes» | King            | 4:21     |  |
| 7.  | «Chasing Death»            | King            | 3:45     |  |
| 8.  | «Implode»                  | King            | 3:49     |  |
| 9.  | «Piano Wire»               | Jeff Hanneman   | 2:49     |  |
| 10. | «Atrocity Vendor»          | King, Tom Araya | 2:55     |  |
| 11. | «You Against You»          |                 | 4:21     |  |
| 12. | «Pride in Prejudice»       |                 | 4:14     |  |

- Datos: Q17028491